# جاناتان نولان
جاناتان نولان (انگلیسی: Jonathan Nolan؛ زادهٔ ۶ ژوئن ۱۹۷۶) فیلم‌نامه‌نویس و تهیه‌کنندهٔ آمریکایی و بریتانیایی است. او سازندهٔ سریال علمی تخیلی مظنون (۲۰۱۱–۲۰۱۶) و یکی از سازندگان سریال علمی تخیلی وست‌ورلد (۲۰۱۶–۲۰۲۲) است.
نولان در چندین فیلم با برادرش، کارگردان کریستوفر نولان همکاری کرده است. فیلم یادگاری (۲۰۰۰) به کارگردانی کریستوفر بر پایهٔ داستانی نوشتهٔ جاناتان بود. این دو برادر با هم فیلم مشترکاً فیلم مهیج پرستیژ (۲۰۰۶)، فیلم‌های ابرقهرمانی شوالیه تاریکی (۲۰۰۸) و شوالیه تاریکی برمی‌خیزد (۲۰۱۲) و فیلم علمی-تخیلی میان‌ستاره‌ای (۲۰۱۴) را نوشتند. در سال ۲۰۲۴، او قسمت‌هایی از مجموعه تلویزیونی اقتباسی فال‌آوت را تهیه و کارگردانی کرد.
نولان برای فیلم یادگاری نامزد جایزه اسکار بهترین فیلم‌نامه غیراقتباسی شد. او برای وست‌ورلد نیز نامزد جایزه امی ساعات پربیننده در رشتهٔ نویسندگی برجسته برای مجموعهٔ درام و کارگردانی برجسته برای مجموعهٔ درام شد.

## زندگی شخصی
جاناتان نولان در ۶ ژوئن ۱۹۷۶ در لندن به دنیا آمد. پدرش، برندن، مجری تبلیغاتی اهل بریتانیا بود که به‌عنوان مدیر نوآوری کار می‌کرد. مادرش، کریستینا، مهماندار هواپیمای آمریکایی اهل اوانستون، ایلینوی بود که بعداً به‌عنوان معلم زبان انگلیسی مشغول به کار شد. او دو برادر بزرگتر دارد که یکی از آن‌ها به نام کریستوفر نیز فیلم‌ساز خانواده است. او هم در لندن و هم در شیکاگو بزرگ شد و از دانشگاه جورج‌تاون مدرک خود را در رشتهٔ انگلیسی گرفت.

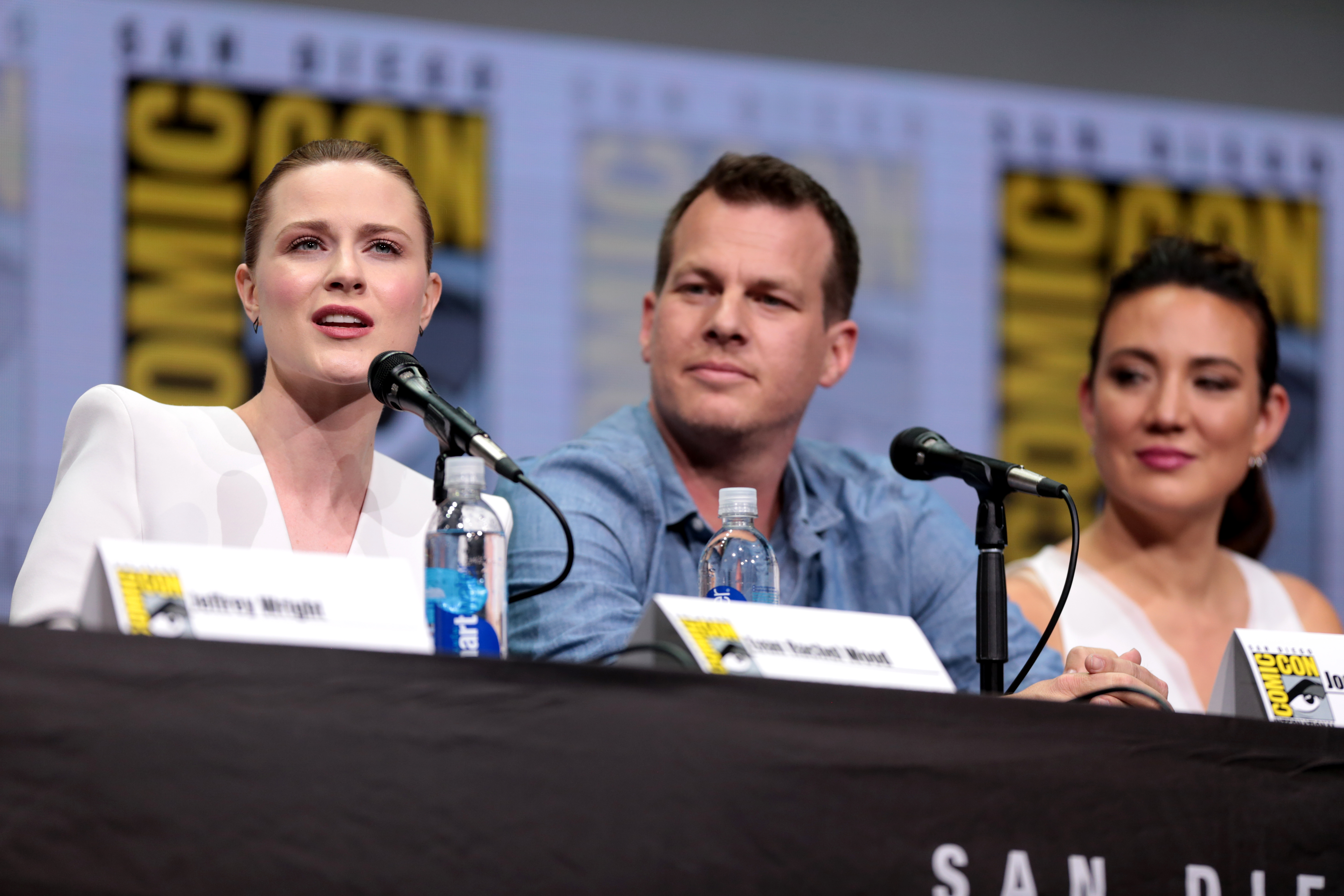
نولان با ایوان ریچل وود (چپ) و لیزا جوی (راست) در سال ۲۰۱۷

نولان با لیزا جوی ازدواج کرده است. آن‌ها با هم یک دختر و یک پسر دارند.

## حرفه
آغاز کار جاناتان نولان با فیلم یادگاری به همراه برادر بزرگترش کریستوفر آغاز شد که برای او و برادرش نامزدی جایزه اسکار بهترین فیلم‌نامه غیراقتباسی را در پی داشت.
در سال ۲۰۰۵ جاناتان و برادرش کریستوفر فیلمنامه فیلم پرستیژ را براساس کتابی به نویسندگی کریستوفر پریست نوشتند.
همچنین جاناتان همراه با برادرش کریستوفر فیلمنامه سری فیلم‌های بتمن را نوشتند که شوالیه تاریکی (۲۰۰۸) یکی از برترین فیلم‌های تاریخ شد.
در ۱۰ فوریه ۲۰۱۱ شبکه سی‌بی‌اس از او درخواست کرد که مجموعه تلویزیونی مظنون را بسازد. غیر از جاناتان جی. جی. آبرامز از دیگر تهیه‌کنندگان این مجموعه تلویزیونی است که از سی‌بی‌اس به نمایش درآمد.

## فیلم‌شناسی

### فیلم
نویسنده
- یادگاری (۲۰۰۰)
- پرستیژ (۲۰۰۶)
- شوالیه تاریکی (۲۰۰۸)
- شوالیه تاریکی برمی‌خیزد (۲۰۱۲)
- میان‌ستاره‌ای[۱۱] (۲۰۱۴)

نویسنده بدون ذکر نام
- بتمن آغاز می‌کند[۱۲] (۲۰۰۵)
- رستگاری نابودگر[۱۳][۱۴] (۲۰۰۹)

تهیه‌کننده
- خاطره‌پردازی (۲۰۲۱)

داستان پشتوانه
- بتمن: شوالیه گاتهام (۲۰۰۸) (فیلم ویدئویی)

### تلویزیون
| سال       | عنوان   | در نقش | در نقش  | در نقش   | در نقش           | توضیحات                              | منابع  |
| سال       | عنوان   | سازنده | نویسنده | کارگردان | تهیه‌کننده اجرایی | توضیحات                              | منابع  |
| --------- | ------- | ------ | ------- | -------- | ---------------- | ------------------------------------ | ------ |
| ۲۰۱۱–۲۰۱۶ | مظنون   | آری    | آری     | آری      | آری              | نویسنده (۹ قسمت)، کارگردان (۱ قسمت)  | [ ۱۵ ] |
| ۲۰۱۶–۲۰۲۲ | وست‌ورلد | آری    | آری     | آری      | آری              | نویسنده (۱۳ قسمت)، کارگردان (۳ قسمت) | [ ۱۶ ] |
| ۲۰۲۲      | پریفرال | نه     | نه      | نه       | آری              |                                      | [ ۱۷ ] |
| ۲۰۲۴      | فال‌آوت  | نه     | نه      | آری      | آری              | کارگردان (۳ قسمت)                    | [ ۱۹ ] |
| ن/م       | فرزند   | ن/م    | آری     | نه       | آری              |                                      |        |